# 미즈시로촌
미즈시로촌(水代村)은 도치기현의  남부, 시모쓰가군에 속했던 촌이다.

## 역사
- 1889년 4월 1일 - 정촌제 시행에 의해 5개 촌의 구역을 확장해, 시모쓰가군 미즈시로촌이 성립하였다.
- 1956년 9월 30일 - 도미야마촌, 미즈호촌과 합병해 오히라촌이 성립하여, 동일 미즈시로촌은 폐지되었다.

## 참고문헌
- 『栃木県町村合併誌 第五巻』 栃木県、1958年3月。